# PNCファイナンシャルサービシズ

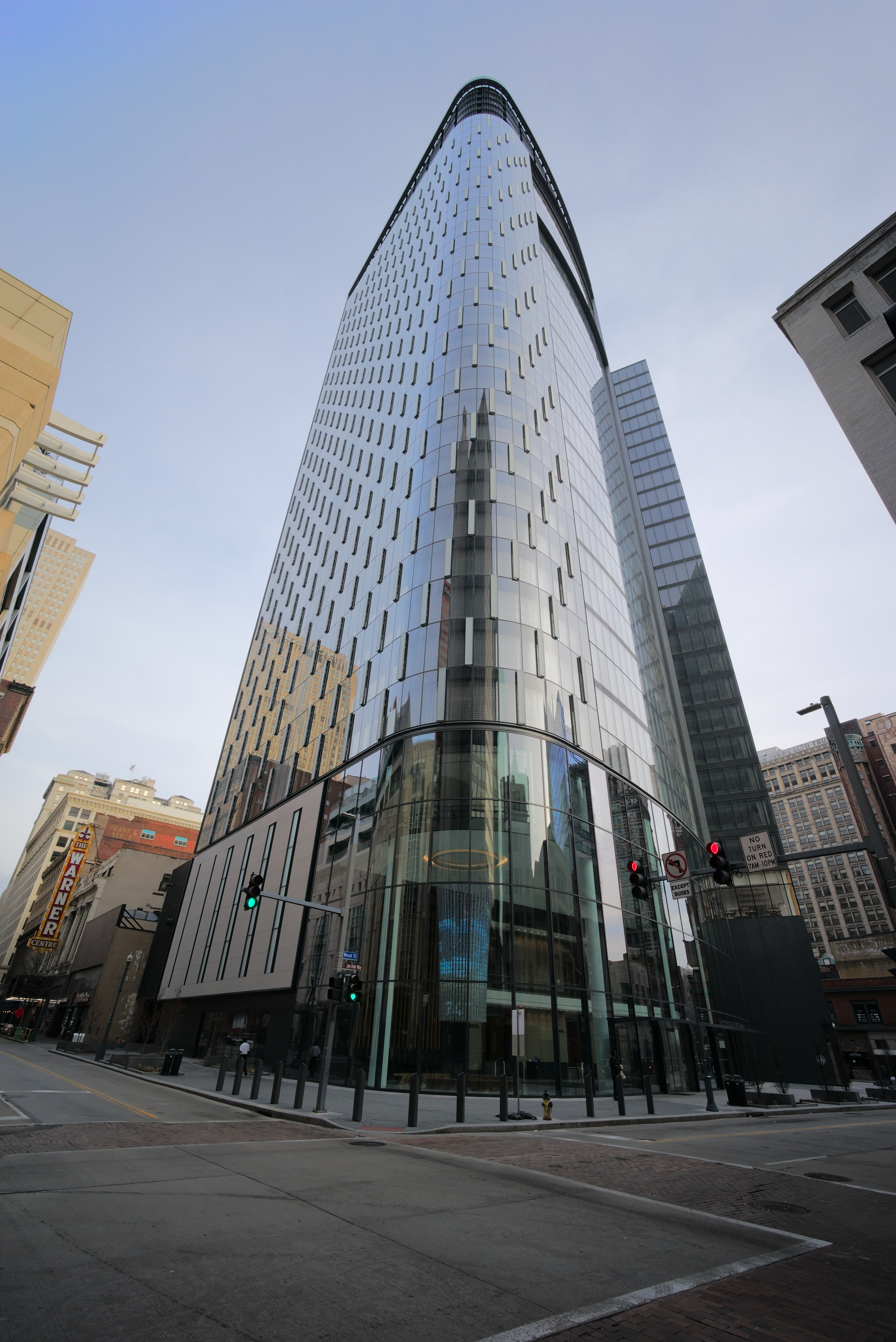
PNCファイナンシャルサービシズの本社ビル（ピッツバーグ市Tower at PNC Plaza）

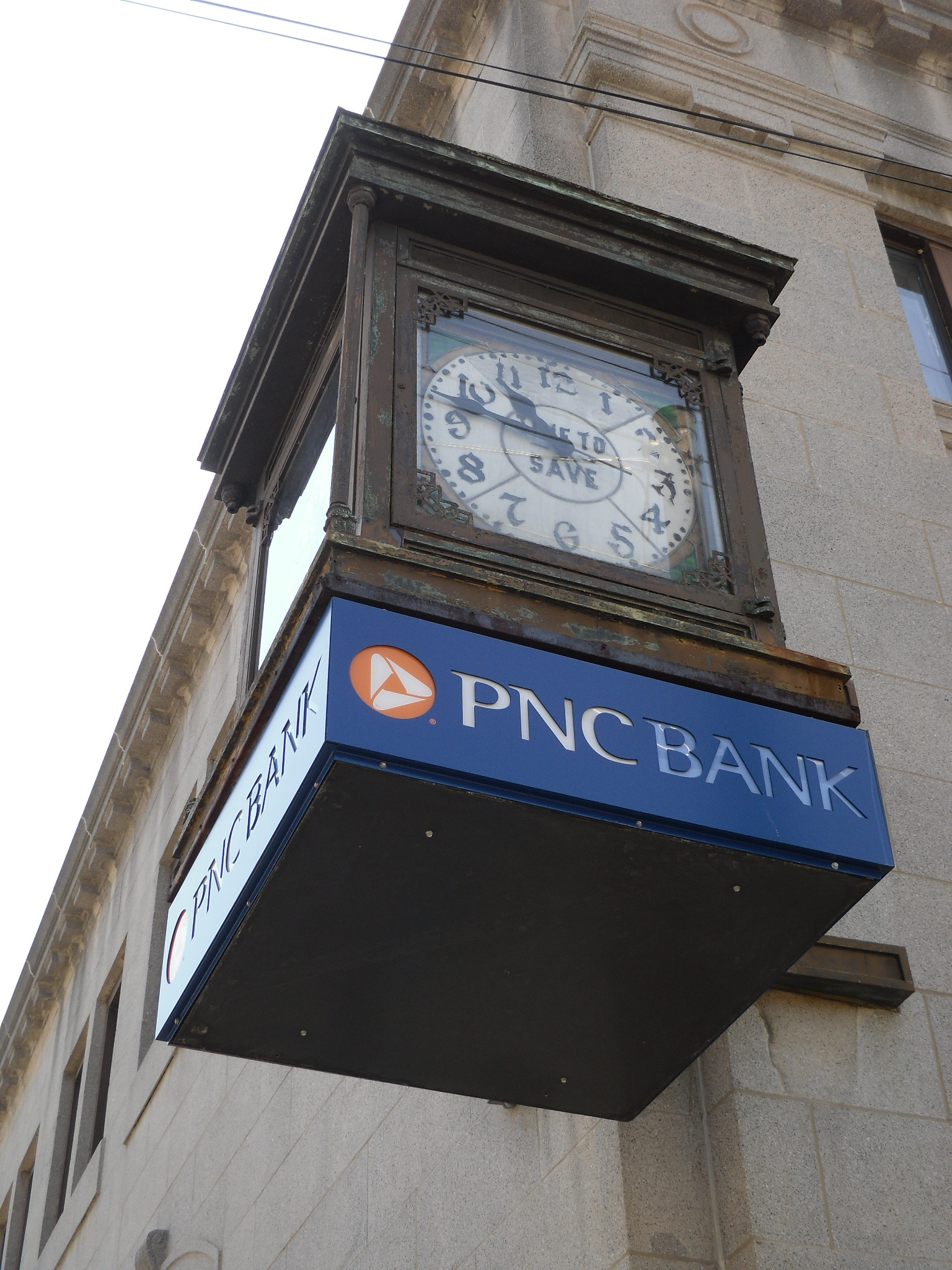
あるPNC BANK（ペンシルベニア州フリーポートで

PNCファイナンシャルサービシズ・グループ（ピーエヌシーファイナンシャルサービシズ・グループ、英語: PNC Financial Services Group）は、アメリカ合衆国ペンシルベニア州ピッツバーグ市に本拠を置く銀行持株会社および金融サービス会社である。

## 概要
PNCファイナンシャルサービシズは、その銀行子会社が運営する「PNC BANK」（PNC銀行）が21の州とコロンビア特別区にあり、2,296の支店と9,051のATMで運営されている。
同社はまた、資産管理、資産管理、資産計画、ローンサービス、情報処理などの金融サービスも提供している。
PNCは、資産別米国最大の銀行のリストに含まれている。支店数で5番目、預金で6番目、ATMで4番目に大きい銀行である。
「PNC」という名前は、1983年に合併したピッツバーグ・ナショナル・コーポレーション（Pittsburgh National Corporation）とプロビデント・ナショナル・コーポレーション（Provident National Corporation）の2つの前身会社の両方のイニシャルに由来している。

## 命名権とスポンサー
命名権を持っているのは、
- PNCパーク - MLBピッツバーグ・パイレーツの本拠地
- PNCフィールド - MiLBスクラントン・ウィルクスバリ・レイルライダースの本拠地

などが、

スポンサー先には、
- アメリカン・エアラインズ・センター
- ワシントン・ナショナルズ
- カロライナ・ハリケーンズ

などがある。

## 本社および支部のおもなビル
本社および支部が所在するおもなビルは、上記リンク先にある。

## 参照項目
- アメリカ合衆国の資産別大銀行一覧 (List of largest banks in the United States)